# Rafe Stefanini

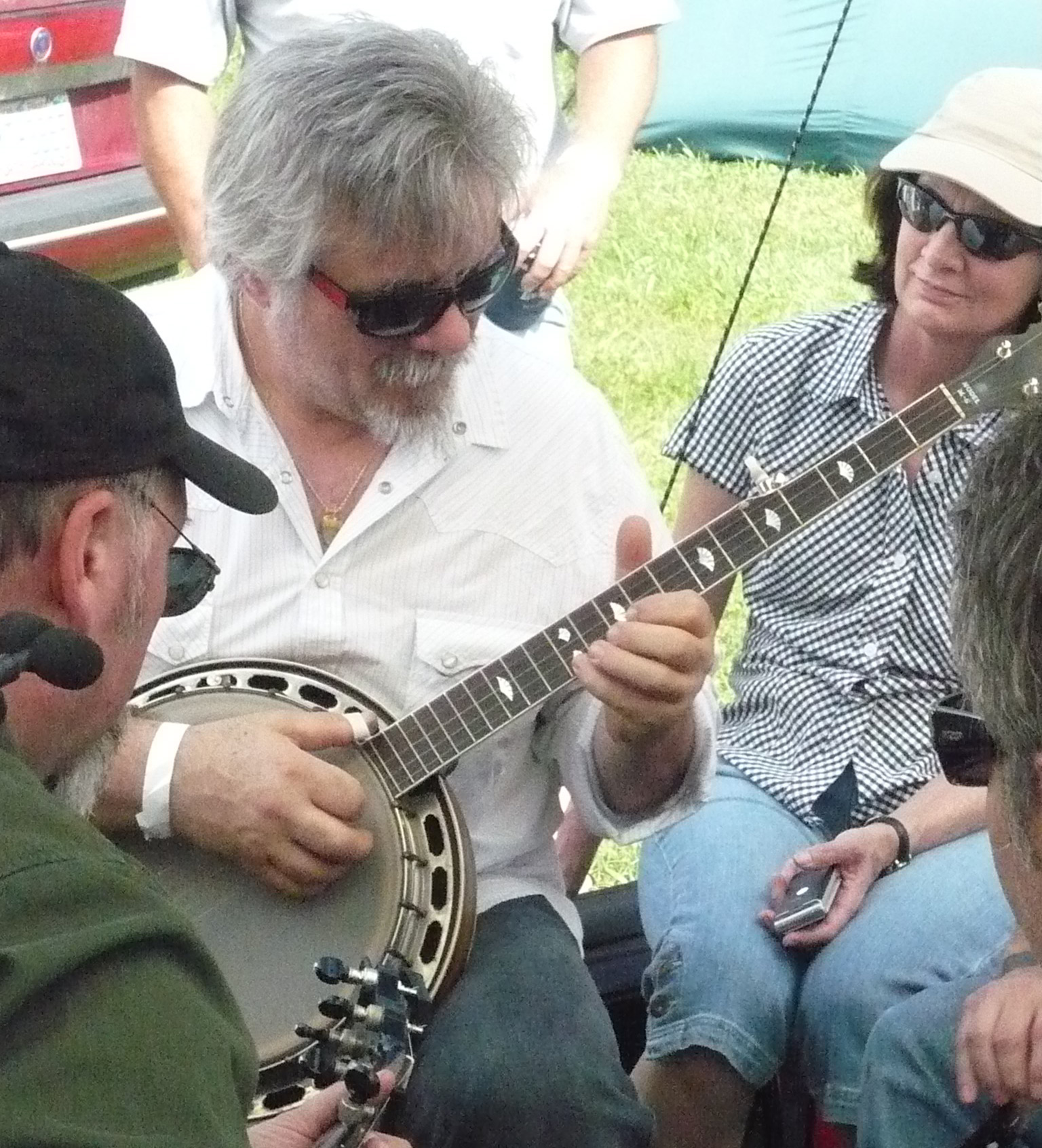
Rafe Stefanini (2009)

Raffaello „Rafe“ Stefanini (* 1954) ist ein italienischer Banjo- und Fiddlespieler der Old-Time Music, Geigenbauer und -restaurator.
Stefanini, der in Bologna aufwuchs, hatte eine vierjährige Ausbildung im Geigenbau bei Otello Bignami an der EPICAR-Geigenbauschule. Seine erste Band Moonshine Brothers gründete er in Italien mit zwei Brüdern. Nach ersten Besuchen in den 1970er Jahren zog er 1983 in die USA, wo er in Elkins Park (Pennsylvania) lebt. Er gründete dort mit Carol Elizabeth Jones und Stefan Senders die Gruppe Wildcats, die Ende der 1980er Jahre im Auftrag der United States Information Agency durch Singapur, Thailand, Indonesien, Malaysia und Brunei tourte und einige Musikkassetten herausbrachte.
Mit Dirk Powell und Bruce Molsky gründete er 1990 das Fiddler-Trio L-7s. Nachdem Powell 1993 ausgeschieden und die Gitarristin Beverly Smith hingekommen war, arbeitete die Gruppe bis 2000 unter dem Namen Big Hoedown weiter und unternahm Tourneen bis nach Deutschland und Finnland. Ihr gleichnamiges Album zeigt Stefaninis Fähigkeiten als Fiddle- und Banjospieler. In der Gruppe The Rockinghams trat Stefanini mit Beverly Smith, Meredith McIntosh und John Hermann auf. Er ist auch Mitglied der Jumpsteady Boys, einer Band, die er zusammen mit Bruce Molsky gründete. Außerdem hat er mit Bob Herring Aufnahmen gemacht. Mit seiner Frau Nikki und seiner Tochter Clelia trat er als Nine Pound Hammer auf. Mit Tochter Clelia Stefanini sowie mit John Doyle, John Herrmann und Eamon O’Leary legte er als The Immigrant Band 2016 ein gleichnamiges Album vor.